# 麥景陶碉堡

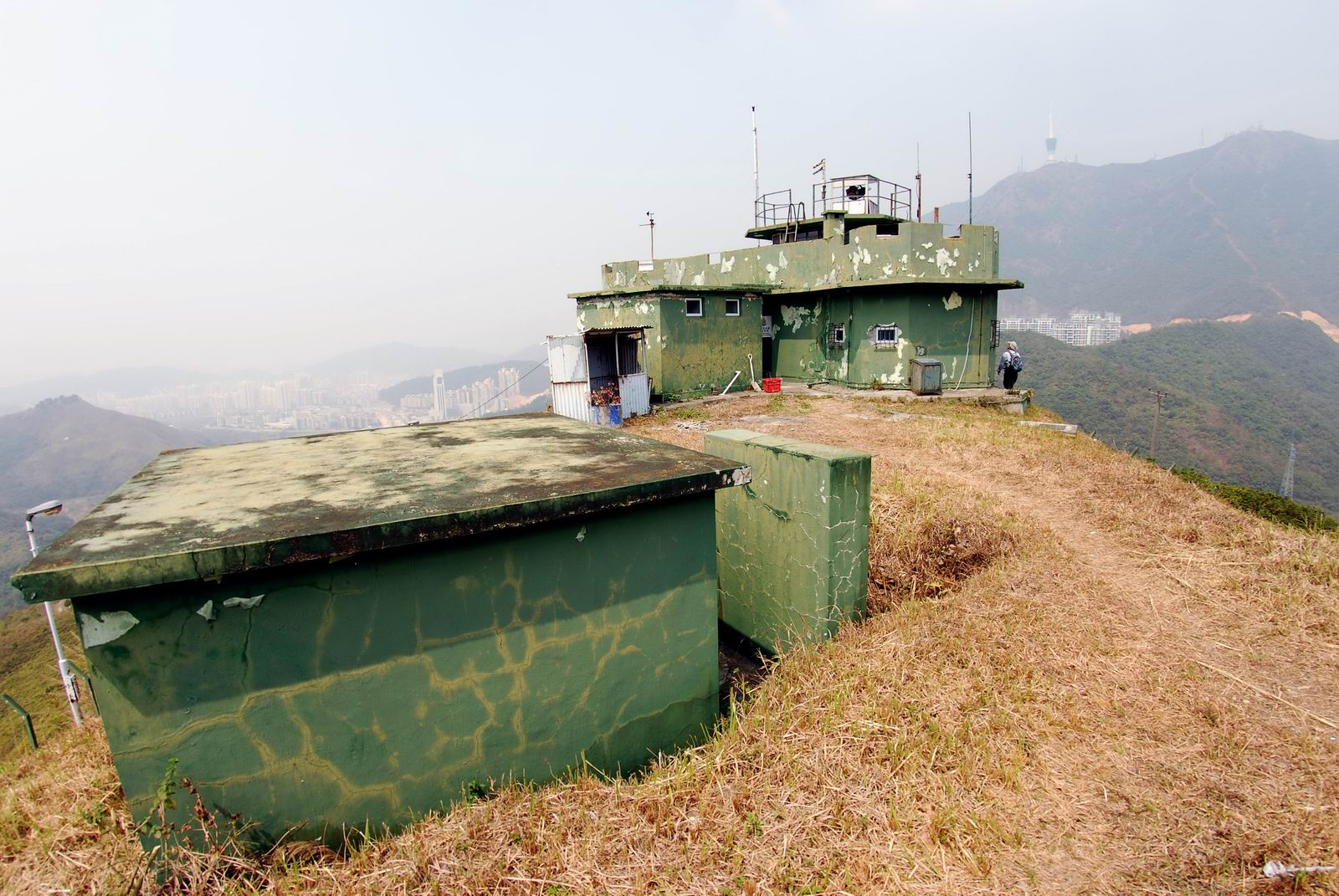
麥景陶碉堡（礦山）

麥景陶碉堡（英語：MacIntosh Forts）是於1949年至1953年間興建的香港警察隊警崗，共有7座，分別位於香港邊境禁區內多座山嶺上，於英屬香港時期用以監視中國解放軍及深圳河邊界對岸的形勢。

## 歷史
中華人民共和國成立後，香港政府擔心新中國成立會威脅香港社會，加上當時有大量的逃避共產黨的難民湧到香港，與香港警察發生過多次衝突。於1948年，時任警務處處長麥景陶下令在香港邊境範圍內多座山嶺上興建7座混凝土碉堡，俗稱為麥景陶教堂或者麥景陶碉堡。
直至現在，這些警崗仍在使用中，主要用作打擊跨境罪行及反偷渡之用。而隨着時代變遷，警崗而由人手值勤轉為以電子監察系統運作。1997年，這列建築物被列為二級歷史建築。

## 設計
7座麥景陶碉堡位於新界北總區，由東至西包括伯公坳（沙頭角）、礦山（蓮麻坑）、白虎山（香園圍）、瓦窰（打鼓嶺）、南坑（文錦渡）、馬草壟（落馬洲）及担竿洲（米埔）。根據《邊境禁區修訂令2015》，以上碉堡已於2016年1月4日第三階段邊境禁區縮減之同時，全數剔出禁區範圍外。但是，由於保安理由，碉堡仍然不會對外開放。7座建築物設計相似，為兩層高建築物，頂層為八邊形或圓形設計，皆望向北方以臨視深圳河以北局勢。碉堡外有鐵絲網包圍，設有生活區(煮食區、休息室、洗手間)、發電機房、水塔、更有防彈牆作防衛用途。

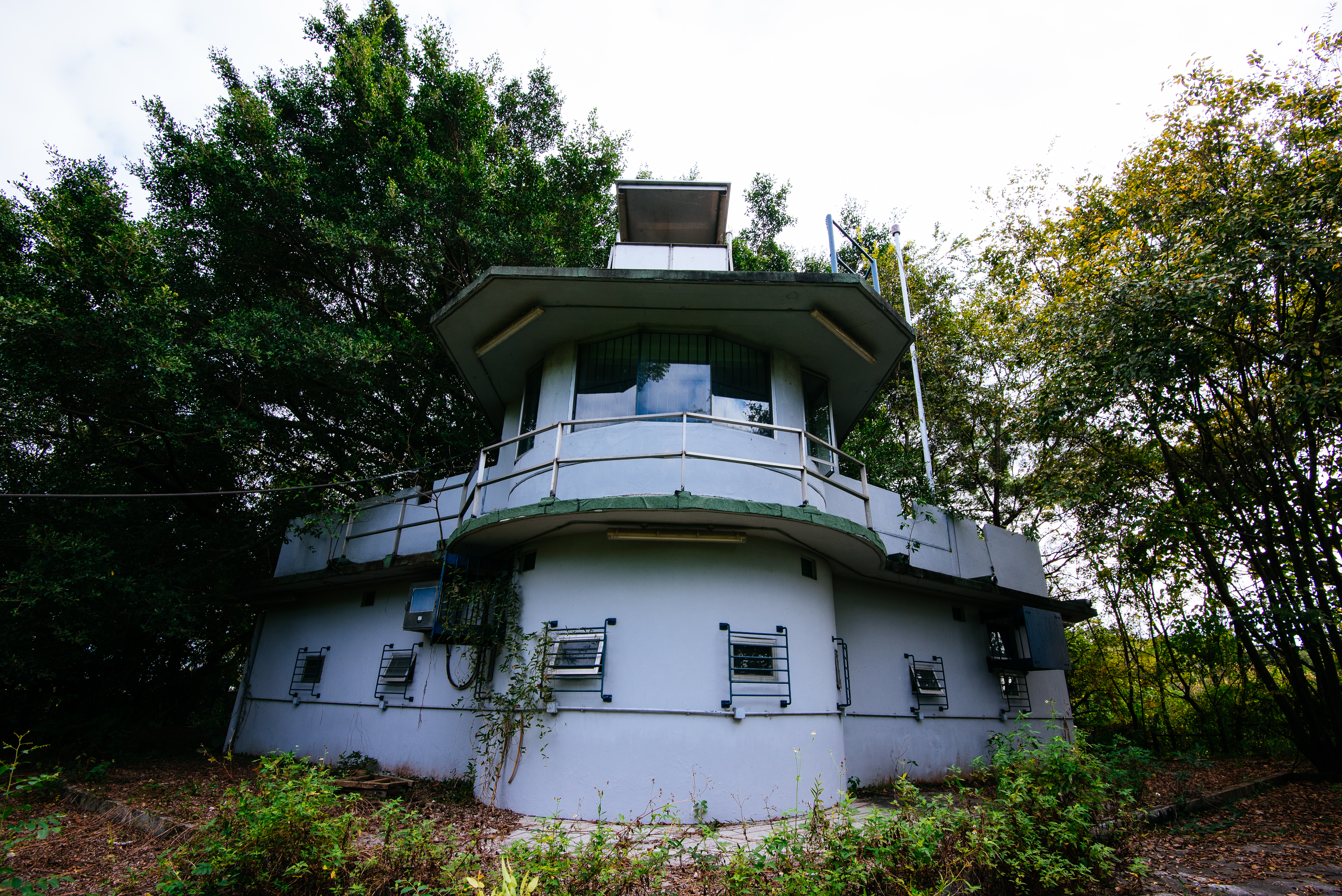
麥景陶碉堡 (白鶴洲)
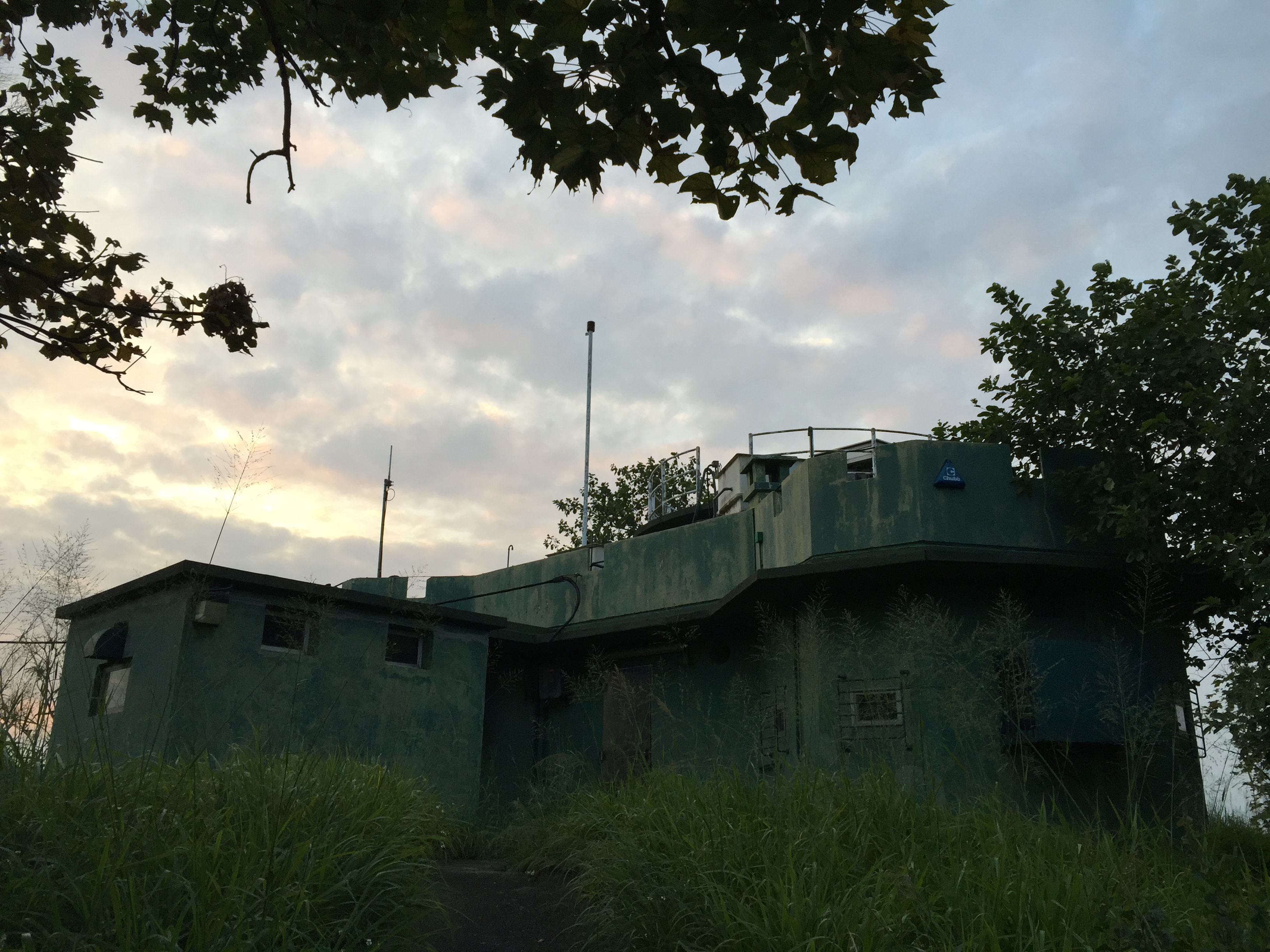
麥景陶碉堡（馬草壟）
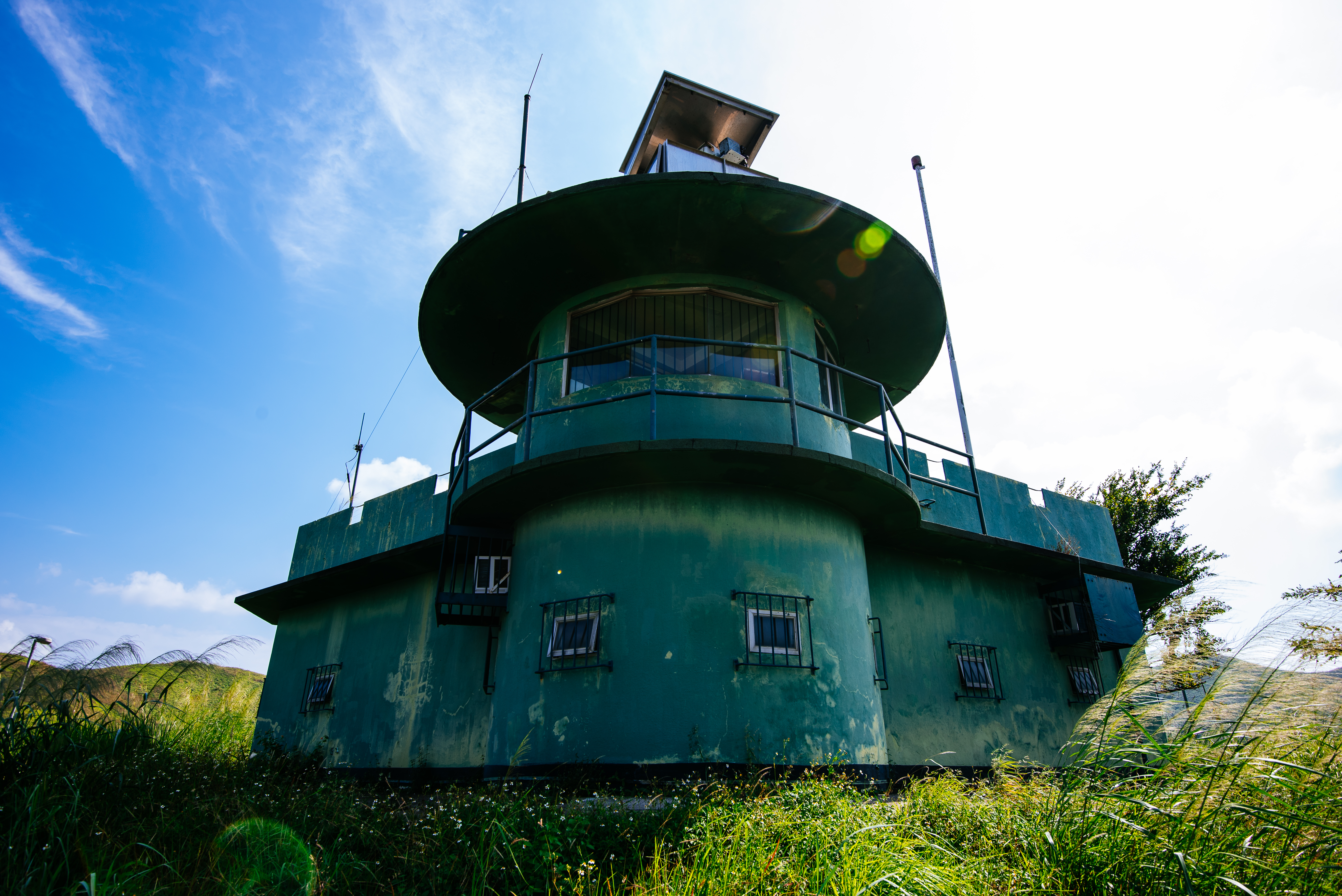
麥景陶碉堡 (南坑)
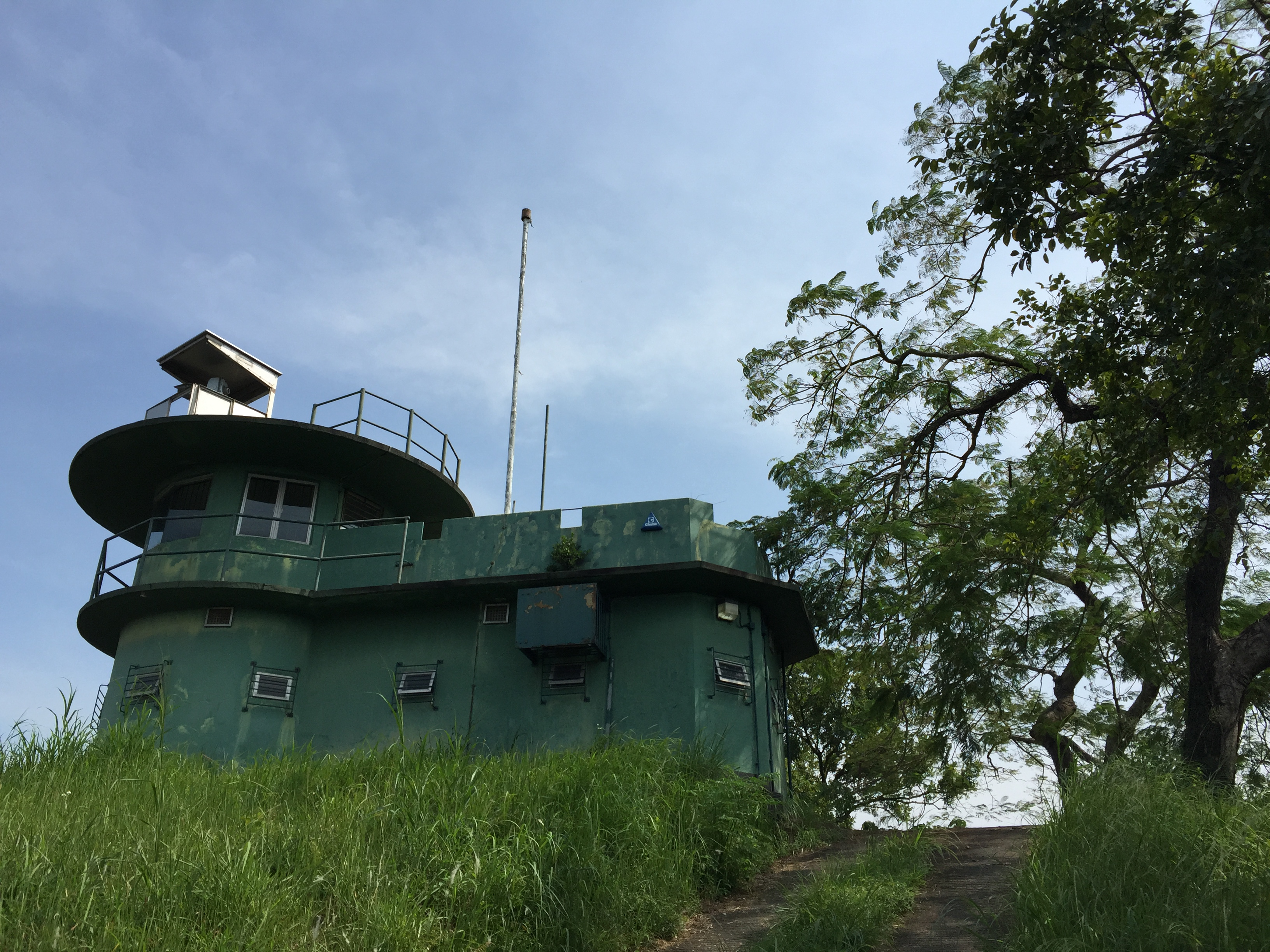
麥景陶碉堡（瓦窰）
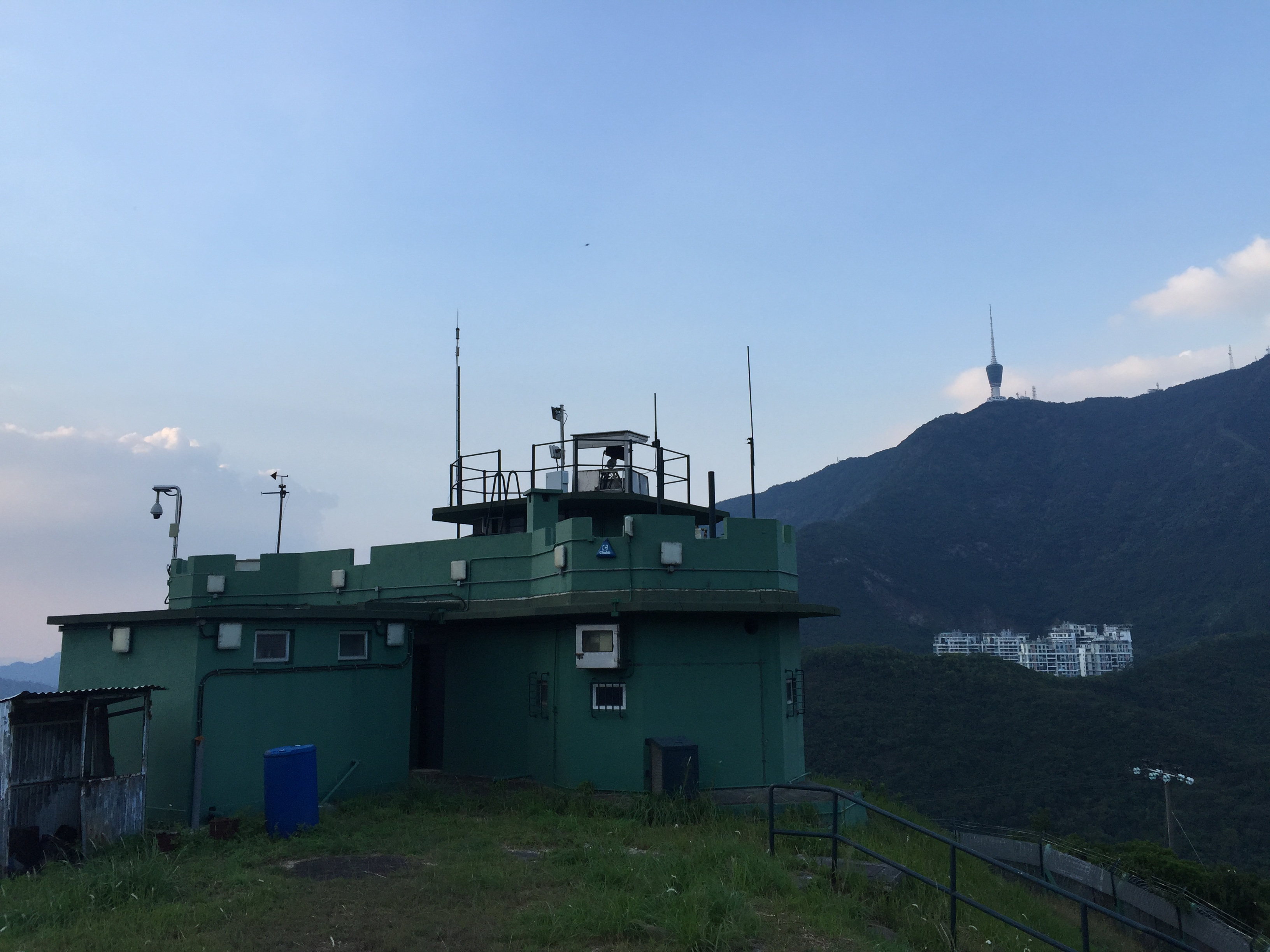
麥景陶碉堡（礦山）
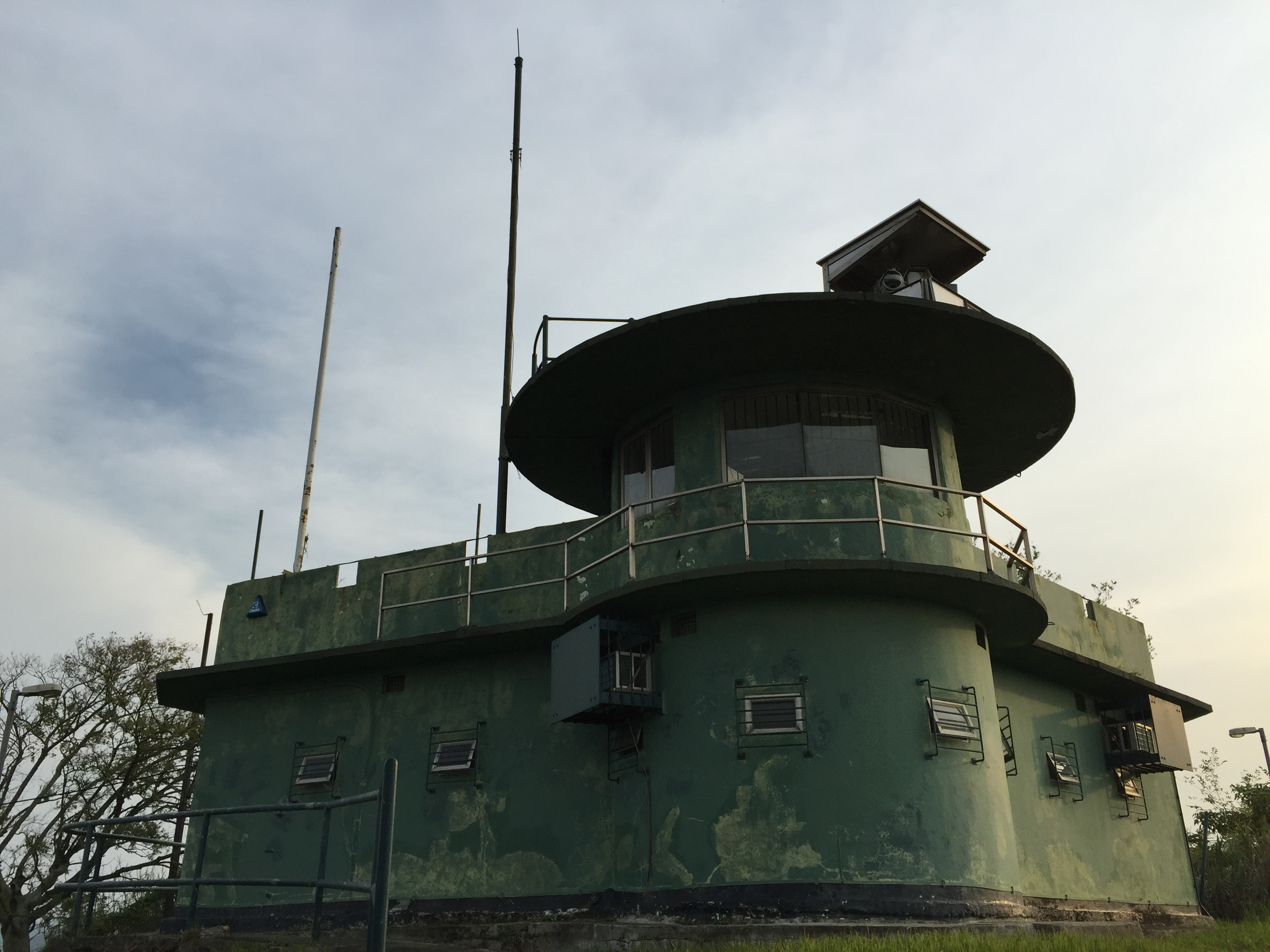
麥景陶碉堡（白虎山）
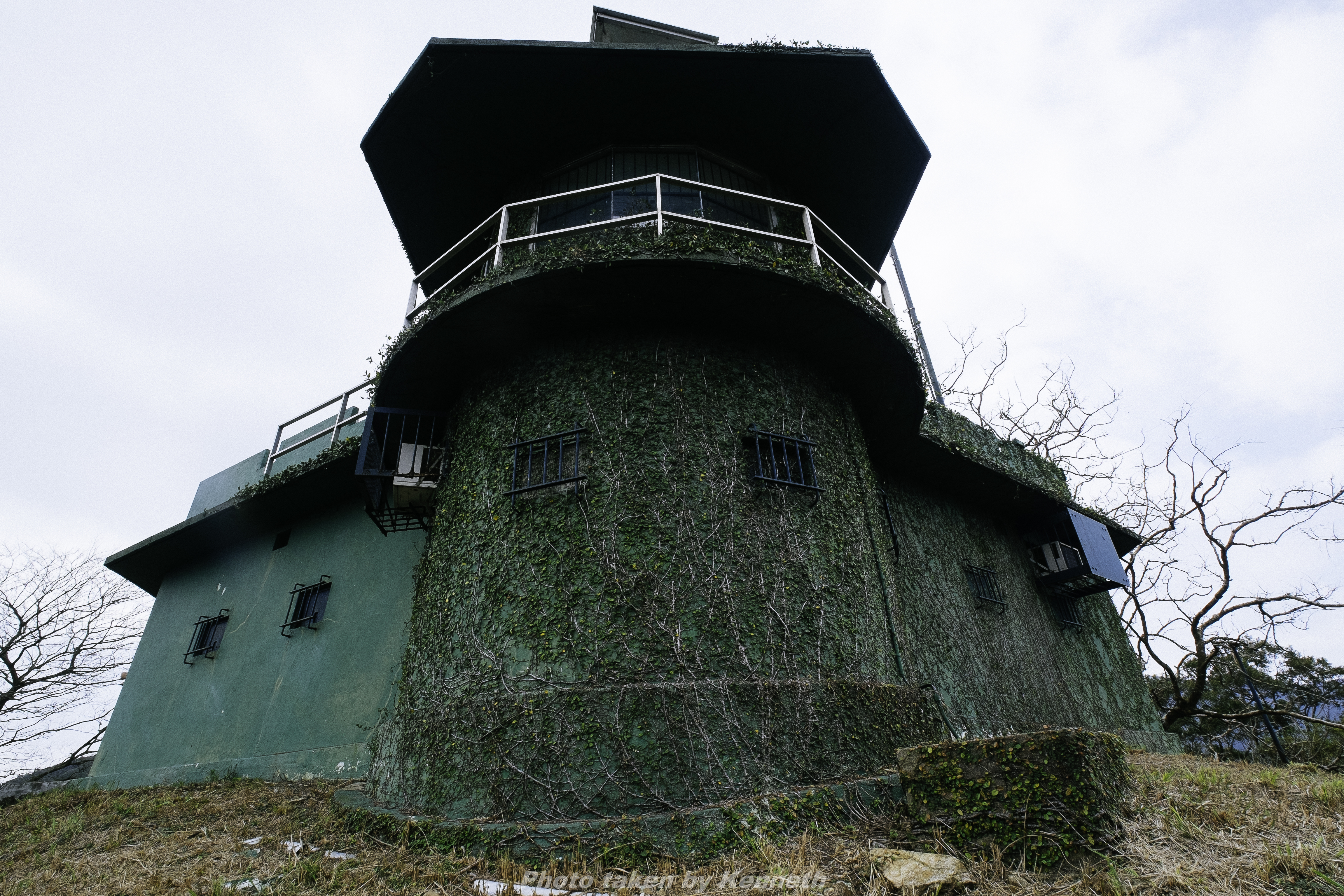
麥景陶碉堡 (伯公坳)